# Nhóm ngôn ngữ Ao
Nhóm ngôn ngữ Ao hay Nhóm ngôn ngữ Naga Trung là một nhóm ngôn ngữ nhỏ trong ngữ hệ Hán-Tạng nói bởi một số tộc người Naga ở Nagaland miền đông bắc Ấn Độ. Một thời được gộp vào nhóm "Naga" cho tiện, song những ngôn ngữ này không gần gũi nhóm ngôn ngữ Naga. Hiện nó tạm được coi là một nhánh riêng rẽ trong ngữ hệ Hán-Tạng trong khi chờ nghiên cứu sâu hơn. Nhóm này có tổng cộng chừng 607.000 người nói.
Coupe (2012) cho rằng nhóm ngôn ngữ Angami–Pochuri là gần gũi hơn cả với nhóm Ao; cả hai hợp nên nhóm lớn Angami–Ao.

## Ngôn ngữ
Ngôn ngữ trong nhóm ngôn ngữ Naga Trung là:
- Ao Chungli và Ao Mongsen
- Sangtam ('Thukumi')
- Yimchungrü ('Yachumi')
- Lotha (Lhota)

Ngoài ra, có nhiều dạng tiếng nói chưa mô tả khác, chẳng hạn Yacham và Tengsa, mà có thể là ngôn ngữ riêng trong nhóm Ao.
Saul (2005) cho rằng những ngôn ngữ "Naga" sau, nói trong và quanh Leshi, Myanmar, thuộc về nhóm Ao ("Ao-Yimchungrü").
- Koki
- Makury
- Long Phuri
- Para

Bruhn (2014:370) cũng đồ chừng rằng tiếng Makury là một ngôn ngữ Ao.
Bruhn (2014) dùng thuật ngữ Naga Trung để chỉ các ngôn ngữ ở trên, Ao chỉ dùng để chỉ tiếng Ao Chungli và Ao Mongsen. Phân loại nội tại nhóm Naga Trung theo Bruhn như sau.
Naga Trung
- Lotha
- Sangtam
- Yimchungrü
- Ao
  - Ao Chungli
  - Ao Mongsen

## Phục dựng
Bruhn (2014) đã phục dựng ngôn ngữ Naga Trung nguyên thủy (Ao nguyên thủy).
Bruhn (2014:363) xác định bốn biến âm có thể cho là đặc trưng cho nhóm Naga Trung trong tiến trình phát triển từ ngôn ngữ Tạng-Miến nguyên thủy (TMNT) ra ngôn ngữ Naga Trung nguyên thủy (NTNT).
1. - -a(ː)w, *-əw, *-ow, *-u TMNT > *-u(ʔ) NTNT ‘sự hợp nhất nguyên âm đôi sau’
  - -r TMNT > *-n NTNT ‘*sự mũi hoá âm đuôi -r’
  - -s TMNT > *-t NTNT ‘*sự tắt hoá âm đuôi -s’
  - -i(ː)l, *‑al, *‑uːl TMNT > *‑ə(ʔ) NTNT ‘*sự xói mòn vần có -l’